# Liste de jeux Nintendo 64

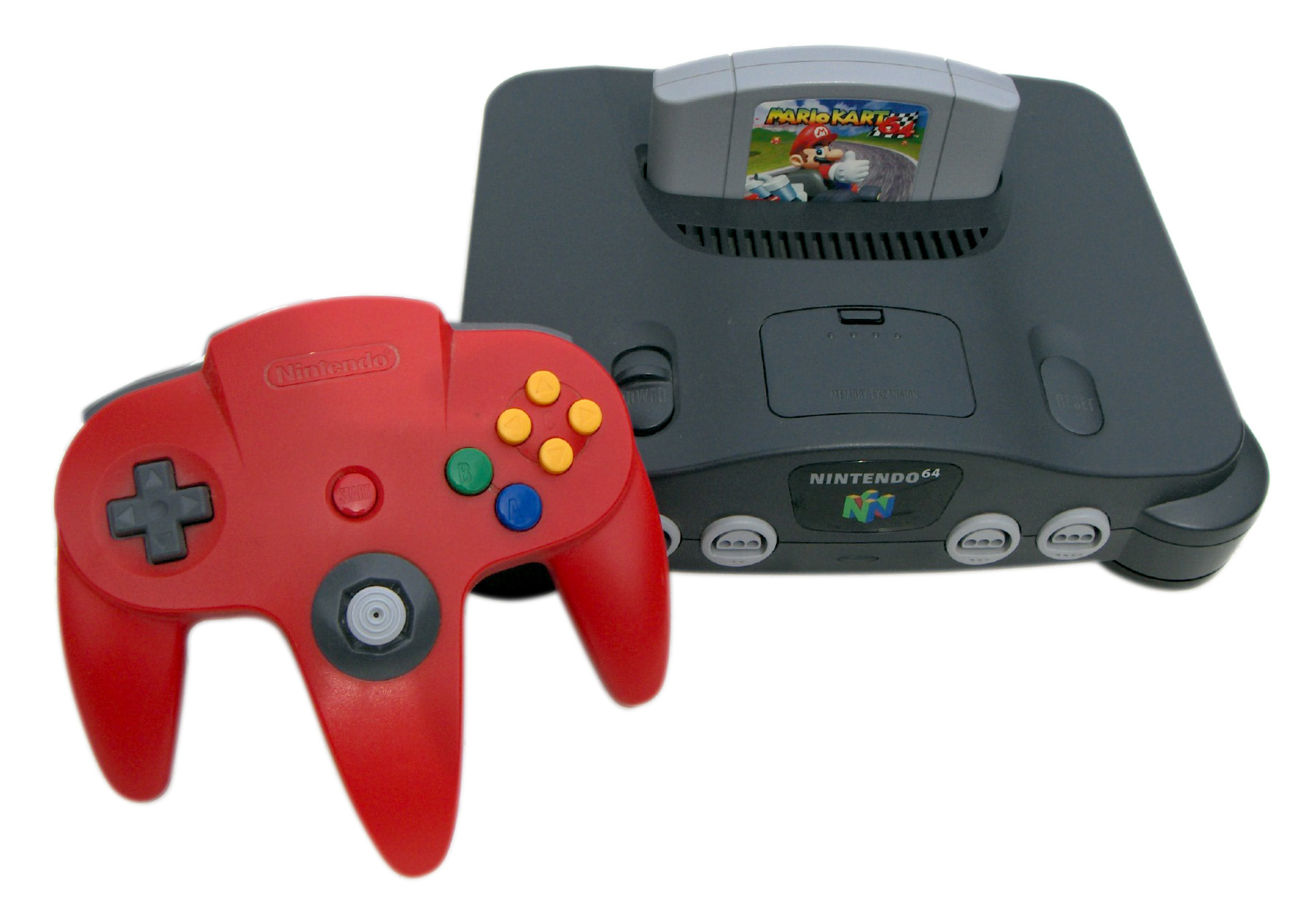
Une Nintendo 64 avec la cartouche de Mario Kart 64

Liste des jeux vidéo sortis sur Nintendo 64, organisés alphabétiquement par nom.
La console compte 388 jeux officiels, dont 84 jeux zonés pour le Japon, 50 pour l'Amérique du Nord, et 4 pour l'Europe. La Nintendo 64 sort d'abord au Japon le 23 juin 1996 avec Super Mario 64, Pilotwings 64, et Saikyō Habu Shōgi ; en Amérique du Nord avec Super Mario 64 et Pilotwings 64 ; et en Europe avec Super Mario 64, Pilotwings 64, Star Wars: Shadows of the Empire, et Turok: Dinosaur Hunter. Le dernier jeu publié sur le système est Tony Hawk's Pro Skater 3 le 20 août 2002 (uniquement pour le marché nord-américain). Le jeu le plus vendu est Super Mario 64, il compte 11 millions d'unités écoulées à la date du 21 mai 2003.
Légende :
- (64DD) = sorti sur Nintendo 64DD
- J = sorti uniquement au Japon
- AUS = sorti au format PAL, mais uniquement en Australie

- Haut – A
- B
- C
- D
- E
- F
- G
- H
- I
- J
- K
- L
- M
- N
- O
- P
- Q
- R
- S
- T
- U
- V
- W
- X
- Y
- Z

## 0-9
- 40 Winks
- 64 de Hakken! Tamagotchi Minna de Tamagotchi World - J
- 64 Hanafuda: Tenshi no Yakusoku - J
- 64 Ōzumō - J
- 64 Ōzumō 2 - J
- 64 Trump Collection: Alice no Waku Waku Trump World - J
- 1 001 Pattes
- 1080° Snowboarding

## A
- Aerofighters Assault
- AeroGauge
- AI Shogi 3 - J
- Aidyn Chronicles: The First Mage
- Air Boarder 64
- All-Star Baseball '99
- All-Star Baseball 2000
- All-Star Baseball 2001
- Armorines: Project S.W.A.R.M.
- Army Men: Air Combat
- Army Men: Sarge's Heroes
- Army Men: Sarge's Heroes 2
- Asteroids Hyper 64
- Automobili Lamborghini

## B
- Bakuretsu Muteki Bangai-o - J
- Bakushō Jinsei 64: Mezase! Resort Ō - J
- Banjo-Kazooie
- Banjo-Tooie
- Bass Rush: ECOGEAR PowerWorm Championship - J
- BassMasters 2000
- Batman of the Future: Return of the Joker
- BattleTanx
- BattleTanx: Global Assault
- Battlezone: Rise of the Black Dogs
- Beetle Adventure Racing
- Big Mountain 2000
- BioF.R.E.A.K.S.
- Blast Corps
- Blues Brothers 2000
- Body Harvest
- Bomberman 64
- Bomberman 64: Arcade Edition - J
- Bomberman 64: The Second Attack
- Bomberman Hero
- Bottom of the 9th
- Brunswick Circuit Pro Bowling
- Buck Bumble
- Bust-a-Move 2: Arcade Edition
- Bust-a-Move 3 DX

## C
- California Speed
- Carmageddon 64
- Castlevania
- Castlevania: Legacy of Darkness
- Centre Court Tennis
- Chameleon Twist
- Chameleon Twist 2
- Charlie Blast's Territory
- Chopper Attack
- Choro Q 64 2: Hachamecha Grand Prix Race - J
- Chōkūkan Night: Pro Yakyū King - J
- Chōkūkan Night: Pro Yakyū King 2 - J
- ClayFighter 63⅓
- ClayFighter 63⅓: Sculptor's Cut
- Command and Conquer
- Conker's Bad Fur Day
- Coupe du monde 98
- Cruis'n Exotica
- Cruis'n USA
- Cruis'n World
- Custom Robo - J
- Custom Robo V2 - J
- CyberTiger

## D
- Daffy Duck dans le rôle de Duck Dodgers
- Daikatana
- Dance Dance Revolution: Disney Dancing Museum - J
- Dark Rift
- Défi au Tetris Magique
- Densha de Go! 64 - J
- Derby Stallion 64 - J
- Destruction Derby 64
- Dezaemon 3D - J
- Diddy Kong Racing
- Donald Duck "Cou@k Att@ck ?!"
- Donkey Kong 64
- Doom 64
- Doraemon: Nobita to mittsu no seireiseki - J
- Doraemon 2: Nobita to hikari no shinden - J
- Doraemon 3: Nobita no machi SOS! - J
- Dōbutsu no Mori - J
- Dr. Mario 64
- Dual Heroes
- Duke Nukem 64
- Duke Nukem: Zero Hour

## E
- Earthworm Jim 3D
- ECW Hardcore Revolution
- Eikō no Saint Andrews - J
- Elmo's Letter Adventure
- Elmo's Number Journey
- Excitebike 64
- Extreme-G
- Extreme-G 2

## F
- F-1 World Grand Prix
- F-1 World Grand Prix II
- F-Zero X (Expansion Kit (64DD) - J)
- F1 Pole Position 64
- F1 Racing Championship
- Famista 64 - J
- FIFA 64
- FIFA 98 : En route pour la coupe du monde
- FIFA 99
- Fighters Destiny
- Fighter Destiny 2
- Fighting Force 64
- Flying Dragon
- Forsaken 64
- Fox Sports College Hoops '99
- Fushigi no Dungeon: Fūrai no Shiren 2: Oni Shūrai! Shiren-jō! - J

## G
- G.A.S.P!! Fighters' NEXTream
- Gauntlet Legends
- Getter Love!! Cho Renai Party Game - J
- Gex 3: Deep Cover Gecko
- Gex: Enter the Gecko
- Glover
- Goemon Mononoke Sugoroku - J
- Golden Nugget 64
- GoldenEye 007
- GT 64: Championship Edition

## H
- Hamster Monogatari 64 - J
- Harvest Moon 64
- Heiwa Pachinko World 64 - J
- Hercules: The Legendary Journeys
- HeXen
- Hey You, Pikachu!
- Holy Magic Century
- Hot Wheels Turbo Racing
- Hybrid Heaven
- Hydro Thunder

## I
- Ide Yōsuke no Mahjong Juku - J
- Iggy's Reckin' Balls
- In-Fisherman Bass Hunter 64
- Indiana Jones and the Infernal Machine
- Indy Racing 2000
- International Superstar Soccer 98
- International Superstar Soccer 2000
- International Superstar Soccer 64
- International Track and Field: Summer Games
- Itoi Shigesato no Bass Tsuri No. 1 - J

## J
- Jangō Simulation Mahjong-dō 64 - J
- Japan Pro Golf Tour 64 (64DD) - J
- J.League Dynamite Soccer 64 - J
- J.League Eleven Beat 1997 - J
- J.League Live 64 - J
- J.League Tactics Soccer - J
- James Bond 007 : Le monde ne suffit pas
- Jeopardy!
- Jeremy McGrath Supercross 2000
- Jet Force Gemini
- Jikkyō GI Stable - J
- Jikkyō Powerful Pro Yakyū 2000 - J
- Jikkyō Powerful Pro Yakyū 4 - J
- Jikkyō Powerful Pro Yakyū 5 - J
- Jikkyō Powerful Pro Yakyū 6 - J
- Jikkyō Powerful Pro Yakyū Basic-ban 2001 - J
- Jinsei Game 64 - J

## K
- Ken Griffey Jr.'s Slugfest
- Killer Instinct Gold
- Kira to Kaiketsu! 64 Tanteidan - J
- Kirby 64: The Crystal Shards
- Knife Edge: Nose Gunner
- Knockout Kings 2000
- Kobe Bryant in NBA Courtside
- Kuiki Uhabi Suigou - J
- Kyojin no Doshin (64DD) - J
- Kyojin no Doshin Kaihō Sensen Chibikko Chikko Daishūgō (64DD) - J

## L
- Last Legion UX - J
- Legend of Zelda, The: Majora's Mask
- Legend of Zelda, The: Ocarina of Time
- Lego Racers
- Lode Runner 3-D
- Lylat Wars

## M
- Mace: The Dark Age
- Madden Football 64
- Madden NFL 2000
- Madden NFL 2001
- Madden NFL 2002
- Madden NFL 99
- Magical Tetris Challenge
- Mahjong 64 - J
- Mahjong Hōrōki Classic - J
- Mahjong Master - J
- Major League Baseball Featuring Ken Griffey Jr. - AUS
- Mario Artist (Paint Studio, Polygon Studio, Talent Studio, Communication Kit) (64DD) - J
- Mario Golf
- Mario Kart 64
- Mario no Photopi - J
- Mario Party
- Mario Party 2
- Mario Party 3
- Mario Tennis
- Masters '98: Haruka Naru Augusta - J
- Mega Man 64
- Mickey's Speedway USA
- Micro Machines 64 Turbo
- Midway's Greatest Arcade Hits Volume 1
- Mike Piazza's Strike Zone
- Milo's Astro Lanes
- Mischief Makers
- Mission impossible
- Monaco Grand Prix: Racing Simulation 2
- Monopoly
- Monster Truck Madness 64
- Morita Shogi 64 - J
- Mortal Kombat 4
- Mortal Kombat Mythologies: Sub-Zero
- Mortal Kombat Trilogy
- Ms. Pac-Man Maze Madness
- Multi-Racing Championship
- Mystical Ninja starring Goemon
- Mystical Ninja 2 starring Goemon

## N
- Nagano Winter Olympics '98
- Namco Museum 64
- NASCAR 2000
- NASCAR 99
- NBA Courtside 2: Featuring Kobe Bryant
- NBA Hang Time
- NBA in the Zone '98
- NBA in the Zone '99
- NBA in the Zone 2000
- NBA Jam 2000
- NBA Jam 99
- NBA Live 2000
- NBA Live 99
- NBA Showtime: NBA on NBC
- Neon Genesis Evangelion - J
- New Japan Pro Wrestling: Tōhkon Road Brave Spirits - J
- New Japan Pro Wrestling: Tōhkon Road Brave Spirits 2: The Next Generation - J
- New Tetris, The
- Nintama Rantarō 64 Game Gallery - J
- NFL Blitz
- NFL Blitz 2000
- NFL Blitz 2001
- NFL Blitz Special Edition
- NFL QB Club 2001
- NFL Quarterback Club '98
- NFL Quarterback Club '99
- NFL Quarterback Club 2000
- NHL 99
- NHL Pro 99
- NHL Breakaway '98
- NHL Breakaway '99
- Nightmare Creatures
- Nuclear Strike 64
- Nushi Tsuri 64 - J
- Nushi Tsuri 64: Shiokaze Ninotte - J

## O
- Off Road Challenge
- Ogre Battle 64: Person of Lordly Caliber
- Olympic Hockey Nagano '98
- Onegai Monster - J
- Operation WinBack

## P
- Pachinko 365 Hi - J
- Paper Mario
- Paperboy
- Parlor! Pro 64 - J
- PD Ultraman Battle Collection 64 - J
- Penny Racers
- Perfect Dark
- PGA European Tour
- Pilotwings 64
- Pokémon Puzzle League
- Pokémon Snap
- Pokémon Stadium - J
- Pokémon Stadium
- Pokémon Stadium 2
- Polaris SnoCross
- Power League 64 - J
- Power Rangers: Lightspeed Rescue
- Powerpuff Girls: Chemical X-traction
- Premier Manager 64
- Pro Mahjong Kiwame 64 - J
- Pro Shinan Mahjong Tsuwamono 64: Jansō Battle ni Chōsen - J
- Puyo Puyo Sun 64 - J
- Puyo Puyo~n Party - J

## Q
- Quake
- Quake II

## R
- Rainbow Six
- Rakuga Kids
- Rally '99 - J
- Rally Challenge 2000
- Rampage 2: Universal Tour
- Rampage World Tour
- Rat Attack!
- Rayman 2: The Great Escape
- Les Razmoket : la Chasse aux trésors
- Les Razmoket à Paris, le film
- Razor Freestyle Scooter
- Re-Volt
- Ready 2 Rumble Boxing
- Ready 2 Rumble Boxing: Round 2
- Resident Evil 2
- Ridge Racer 64
- Road Rash 64
- Roadsters
- Robot Ponkottsu 64: Nanatsu no Umi no Caramel - J
- Robotron 64
- Rocket: Robot on Wheels
- Rush 2: Extreme Racing USA

## S
- S.C.A.R.S.
- Saikyō Habu Shōgi - J
- San Francisco Rush: Extreme Racing
- San Francisco Rush 2049
- Scooby-Doo! Classic Creep Capers
- Shadow Man
- Shadowgate 64: Trials of the Four Towers
- SimCity 2000
- SimCity 64 (64DD) - J
- Sin and Punishment: Hoshi no Keishōsha - J
- Snowboard Kids
- Snowboard Kids 2 - AUS
- South Park
- South Park Rally
- South Park: Chef's Luv Shack
- Space Invaders
- Space Station Silicon Valley
- Spider-Man
- Star Soldier: Vanishing Earth
- Star Wars, épisode 1: Battle for Naboo
- Star Wars Episode I: Racer
- Star Wars: Rogue Squadron
- Star Wars: Shadows of the Empire
- StarCraft 64 - AUS
- Starshot : Panique au Space Circus
- Stunt Racer 64
- Super B-Daman: Battle Phoenix 64 - J
- Super Bowling
- Super Mario 64 (Shindō Edition - J)
- Super Robot Spirits - J
- Super Robot Taisen 64 - J
- Super Smash Bros.
- Supercross 2000
- Superman
- Susume! Taisen Puzzle-Dama: Tōkon! Marutama Chō - J

## T
- Tarzan
- Taz Express
- Telefoot Soccer 2000
- Tetris 64 - J
- Tetrisphere
- Tom et Jerry sèment la pagaille
- Tonic Trouble
- Tony Hawk's Pro Skater 2
- Tony Hawk's Pro Skater 3
- Tony Hawk's Skateboarding
- Top Gear Hyper Bike
- Top Gear Overdrive
- Top Gear Rally
- Top Gear Rally 2
- Toy Story 2 : Buzz l'Éclair à la rescousse !
- Transformers: Beast Wars Transmetals
- Triple Play 2000
- Turok: Dinosaur Hunter
- Turok 2: Seeds of Evil
- Turok 3: Shadows of Oblivion
- Turok: Rage Wars
- Twisted Edge Snowboarding

## U
- Ucchan Nanchan no Honō no Challenge: Denryū Ira Ira Bō - J

## V
- V-Rally Edition '99
- Vigilante 8
- Vigilante 8: Second Offense
- Virtual Chess 64
- Virtual Pool 64
- Virtual Pro Wrestling 2: Ōdō Keishō - J
- Virtual Pro Wrestling 64 - J

## W
- Waialae Country Club: True Golf Classics
- War Gods
- Wave Race 64 (Shindō Edition - J)
- Wayne Gretzky's 3D Hockey
- Wayne Gretzky's 3D Hockey '98
- WCW Backstage Assault
- WCW Mayhem
- WCW Nitro
- WCW vs. nWo: World Tour
- WCW/nWo Revenge
- Wetrix
- Wheel of Fortune
- Winnie l'ourson : La Chasse au miel de Tigrou
- WipEout 64
- Wonder Project J2: Koruro no Mori no Josette - J
- World Driver Championship
- Worms Armageddon
- WWF Attitude
- WWF No Mercy
- WWF War Zone
- WWF WrestleMania 2000

## X
- Xena: Warrior Princess: The Talisman of Fate

## Y
- Yakōchū II: Satsujin Kōro - J
- Yannick Noah All Star Tennis '99
- Yoshi's Story

## Z
- Zool: Majū Tsukai Densetsu - J